# 斑馬裸海鯙
斑馬裸海鱔（学名：Gymnomuraena zebra ），為輻鰭魚綱鰻鱺目鯙亞目鯙科的其中一種，其种加词“zebra”意为“有斑马状纹样的”。
分布於印度太平洋區，從紅海、東非至社會群島，北從琉球群島，南迄澳洲大堡礁海域，棲息深度3-50公尺，體長可達150公分，為底棲性魚類，生活沙石底質的礁石區，屬肉食性，在夜間活動，以海膽、甲殼類、軟體動物等為食，可作為食用魚及觀賞魚。